# 御裾分け
御裾分け（おすそわけ）は、「裾分（すそわ）け」の丁寧語である。お福分けとも。他人から貰った品物や利益の一部などを、さらに友人や知人などに分け与えること。「すそ」とは着物の裾を指し、地面に近い末端の部分というところから転じて「つまらないもの」という意味がある。よって、本来目上の人物に使用するのは適切ではない。一方、お福分けは「福を分ける」意味であるゆえ目上の人物に使用しても失礼に当たらないとされている。
また、類義語に「山分け」があるが、この語には、一部ではなく均等に振り分ける意味が含まれる。

## 英語表現
- 「お裾分けに与る」
  - receive a share of 〜
- 「〜のお裾分けをする 」
  - share some of 〜 with